# 曲韵六部
曲韵六部是汉语音韵学中关于曲韵韵尾分类的一种学说。
明末沈宠绥在《度曲须知》将韵尾分为5类：鼻音、噫音、呜音、于音、抵腭。清初毛先舒在《韵学通指》中把阴声韵尾分为直喉、展辅、敛唇3部，阳声韵尾分为闭口、抵腭、穿鼻3部，其后戈载在《词林正韵》中又进行了进一步的拓展和精确化。